# Сугуты
Сугу́ты (чув. Сӑкӑт) — село в Батыревском муниципальном округе Чувашской Республики России.

## История
В предании о возникновении села Сугуты (Сăкăт, Чăваш Сăкăчĕ) говорится, что поселение основали чуваши, прибывшие из верховых Сугут, расположенных юго- восточнее города Чебоксары. Там есть река Сугутка, впадающая в Чебоксарку. Переселенцы прибыли втроем. В начале поселились за Симуновым оврагом, на горке, где теперь двор Ивана Васильева. Позднее один из них переселился в Сугут-Мижары. Одного из оставшихся звали Шаншакаем, другого Ентимером. На месте современной деревни в те времена был лес с непроходимым болотом. Со временем оно высохло. Сюда поселились потомки Шаншака и Ентимера. Потомки первого заняли большую улицу, второго — Ентимеров околоток. Так, в начале возникли два околотка. Деревню назвали Сугутами, чтобы помнили, откуда переселились. Позднее сюда стали переселяться небольшие деревни. Так, на месте нынешней фермы у леса появилась деревня Варманьял. Потом она перешла в Сугуты. Вокруг деревни росли очень большие дубы. Один срубленный дуб приходилось вывозить на 12 лошадях. Сугутцы под пахотные поля сжигали лес. На них несколько лет подряд сеяли, урожаи получали отменные. Поэтому деревня росла быстро. В ней появились новые околотки. Но и здесь чувашских крестьян держали в узде царские чиновники и духовенства. Из истории известно, что в XVII—XVIII веках в Чебоксарском уезде существовала Сугутская волость. Деревни, входящие в неё, ныне состоят в Чебоксарском районе. В волости имелась деревня Янгильдино, называвшаяся Сугут-Муналом. Теперь село Янгильдино входит в Кшаушский сельское поселение Чебоксарского района и сохранило сокращенное чувашское название Монал. В документах начала XVIII века в Сугутской волости числилось кроме деревни Янгильдино, другая деревня Янгильдино. Это и есть современное село Сугуты Батыревского района, расположенное на реке Шихирданке.
В 1780 году при создании Симбирского наместничества, существовали четыре деревни: деревня Сугут, служилых татар, тут же деревня Малой Сугут, служилых татар, село Рожественское Сугут тож крещёных чуваш, тут же живут под названием деревни Степной Янгильдиной, крещёные чуваши, которые вошли в состав Буинского уезда. Деревни Сугут и Малой Сугут, служилых татар со временем объединились и стали Татарские Сугуты. А село Рожественское Сугут и деревня Степной Янгильдиной крещёных чуваш, стали — с начало селом Сугут, а затем Сугуты.
С 1796 года деревня Татарские Сугуты и село Сугут, входили в состав Батыревской волости Буинского уезда Симбирской губернии, в которых находилось: Мечеть магометанская, Церковь православная 1. Сельское училище.
Деревянный храм, построен прихожанами в 1840 году, а в 1883 году ими же перестроен заново. Два престола: главный — в честь Рождества Христова, в приделе — во имя Святителя и Чудотворца Николая.

## Органы власти
В рамках организации местного самоуправления с 2004 по 2022 гг. в границах села существовало муниципальное образование Сугутское сельское поселение . Упразднено законом от 29 марта 2022 года в рамках преобразования муниципального района со всеми входившими в его состав поселениями путём их объединения в муниципальный округ. С 1 января 2023 года функционирует Сугутский территориальный отдел.

## Население
| 2010  | 2012  | 2013  | 2014  | 2015  | 2016  | 2017  |
| ----- | ----- | ----- | ----- | ----- | ----- | ----- |
| 1666  | ↗1681 | ↘1636 | ↘1569 | ↘1557 | ↘1500 | ↘1454 |
| 2018  | 2019  | 2020  | 2021  |       |       |       |
| ↘1437 | ↘1399 | ↘1347 | ↘1329 |       |       |       |

## Предприятия
Крупнейшее производственное предприятие в селе сельскохозяйственный производственный кооператив «Красное Знамя». С 1996 года его возглавляет Никифоров Петр Николаевич.
Торговые предприятия включают торговую точку Батыревского подразделения Чувашпотребсоюза и торговые точки индивидуальных предпринимателей.
Список предприятий
- Сельскохозяйственный производственный кооператив «Красное Знамя».
- Общество с ограниченной ответственностью «Волга».
- Общество с ограниченной ответственностью «Весна».
- Сельскохозяйственный потребительский перерабатывающий кооператив «Радуга».
- Коллективное хозяйство им. В. И. Чапаева.
- Филиал «Сугутский» Батыревского райпо

## Образовательные организации
В селе функционирует Сугутсткая средняя общеобразовательная школа, в которой имеется библиотека.

## Культура
Культурно-развлекательная жизнь, в основном, сконцентрирована вокруг Сугутского культурно-развлекательного клуба. Вечером по пятницам и по субботам проводится дискотека для сельской молодежи. Ежегодно летом проводится день села, в простонародье называемый «Фестивалем», во время которого проходят спортивные соревнования, музыкальные конкурсы, конкурсы танца и пляски.
В селе имеется православный храм Рождества Христова.

## Известные уроженцы
В селе родились:
- Вишневский, Виктор Петрович (1804—1885) — священослужитель, протоиерей, педагог, этнограф. Основатель научного изучения чувашского языка,
- Кариков, Порфирий Герасимович (1923—2003) — полный кавалер ордена Славы,
- Ломоносов, Геральд Георгиевич (1932—2018) — советский и российский ученый и специалист в области горных наук и горного производства, заслуженный деятель науки Российской Федерации (1995),
- Юхма Мишши — народный писатель Чувашии.